# ساختمان آبجوی آساهی

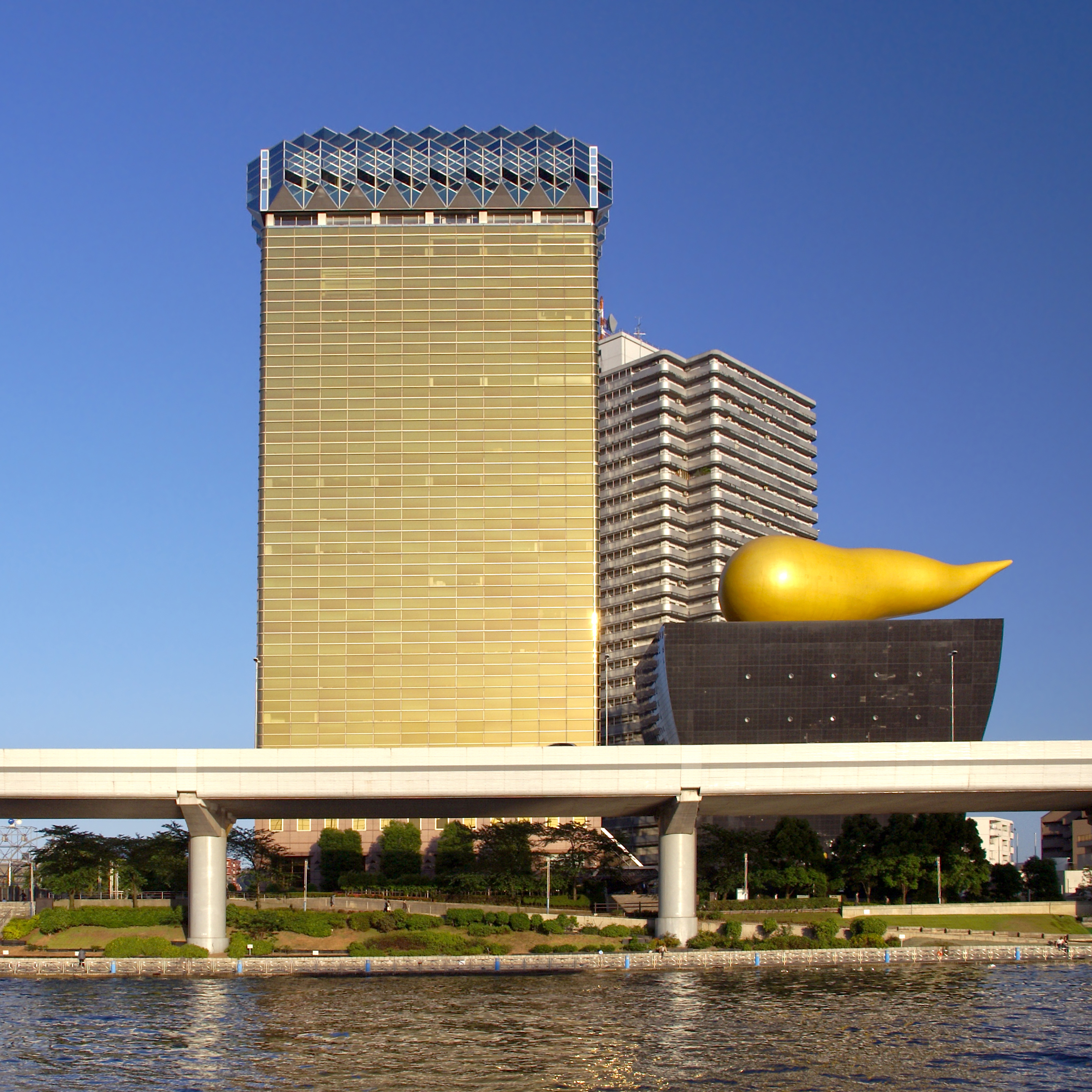
ساختمان آبجوی آساهی

ساختمان آبجوی آساهی (به ژاپنی: スーパードライホール Supa dorai haru) یک ساختمان متعلق به شرکت آساهی است که در کنار رود سومیدا در منطقهٔ سومیدا در توکیو پایتخت ژاپن واقع شده‌است. این ساختمان توسط یک طراح فرانسوی به نام فیلیپ استراک طراحی شده و ساخت آن در سال ۱۹۸۹ میلادی به پایان رسیده‌است. این ساختمان به شکل یک لیوان آبجو طراحی شده و بر سر آن ساختار عظیمی به رنگ طلایی به شکل کف آبجو وجود دارد که کاملاً توخالی است. توسط اهالی توکیو این ساختار طلایی گُهِ آساهی نامیده شده‌است.

## رسیدن به ایستگاه آساکوسا
- ایستگاه آساکوسا، سه دقیقه تا ایستگاه فاصله دارد و در طرف مقابل رود سومیدا واقع شده‌است.
- متروی توکیو خط گینزا
- متروی توئی خط آساکوسا
- شرکت راه آهن توبو خط ایسه‌ساکی (伊勢崎線)